# Hesperempis sanduca
Hesperempis sanduca är en tvåvingeart som beskrevs av Axel Leonard Melander 1927. Hesperempis sanduca ingår i släktet Hesperempis och familjen dansflugor.
Artens utbredningsområde är Oregon. Inga underarter finns listade i Catalogue of Life.